# Pseudometapterus umbrosus
Pseudometapterus umbrosus är en insektsart som först beskrevs av Willis Blatchley 1926.  Pseudometapterus umbrosus ingår i släktet Pseudometapterus och familjen rovskinnbaggar. Inga underarter finns listade i Catalogue of Life.